# Sholgara (huyện)
Sholgara là một huyện thuộc tỉnh Balkh, Afghanistan. Dân số thời điểm năm 1999 là 105,638 người.